# KkStB Wasserwagen 0/s.1
Die kkStB 0/s.1 war eine Wasserwagenreihe der k.k. Staatsbahnen Österreichs, die für die schmalspurige Lokalbahn Triest–Parenzo, für die die kkStB den Betrieb führten, beschafft wurde.
Alle Wagen hatten eine Vakuumbremse und Dampfheizung.